# Монашка (песня)

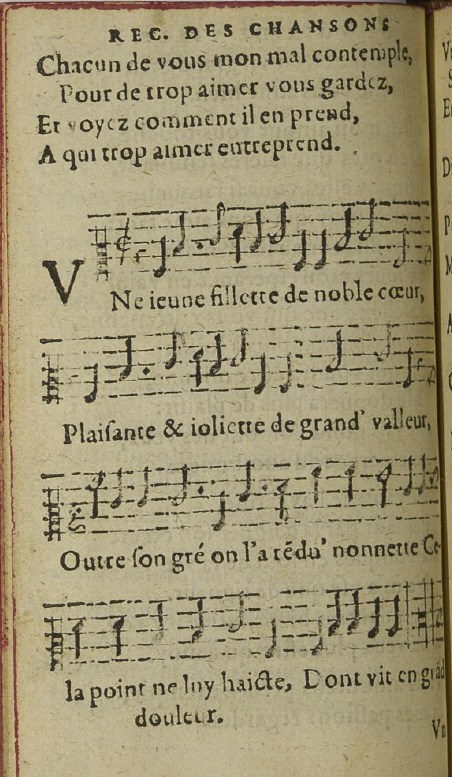
Ил.1. Французская песня «Une jeune fillette» (на мелодию «Монашки»). Страница из песенника Ж. Шардавуана. Париж, 1576, f.77v (первая известная публикация)

«Монашка», «Молодая монахиня» (итал. monica, monaca; фр. nonnette) — старинная песня, повествующим о том, как юную девушку принудили уйти в монастырь, и о её переживаниях по этому поводу. Мелодия написана в середине XVI века неизвестным автором французского или итальянского происхождения, тексты возможно — ещё более раннего происхождения. Во второй половине XVI в. и в XVII в. песня получила широчайшее распространение в разнообразных подтекстовках (светских и духовных) и в инструментальных обработках в Италии, Франции, Германии, Нидерландах, Англии и других европейских странах. Ныне наиболее известна французская версия песни, с инципитом Une jeune fillette («Юная девушка»).

## Исторический очерк

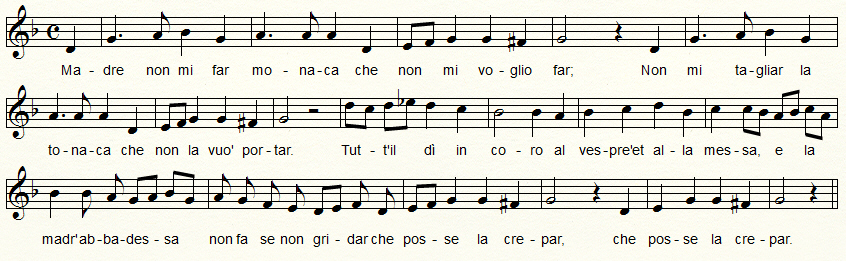
Ил.2. Итальянская песня «Madre non mi far monaca» (на мелодию «Монашки», 1610)

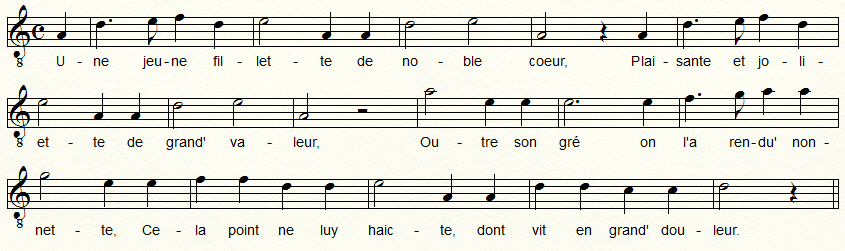
Ил.3. Французская песня «Une jeune fillette» (на мелодию «Монашки», 1576; транскрипция К. Фриссара)

Мелодия «Монашки», с разными текстами и в обработках для разных инструментов неоднократно публиковалась в нотных сборниках XVI-XVII вв. Французская песня Une jeune fillette (7 строф) впервые зафиксирована в изданном Жаном Шардавуаном (фр. Chardavoine) в 1576 году в Париже песеннике «Le recueil des plus excellentes chansons» («Сборник наилучших песен»; факсимиле см. на ил. 1, транскрипцию — на ил. 3). Итальянская песня Madre, non mi far monaca на ту же мелодию впервые регистрируется в рукописном сборнике «Canzonette e madrigaletti spirituali», составленном Микеле Парио в Парме в 1610 году (транскрипцию см. на ил. 2). Обе песни несомненно более раннего происхождения, чем первые уверенно датируемые их источники с нотами и текстом. Так, стихи Une jeune fillette (без нот) опубликованы в Лионском песеннике «Recueil de plusieurs chansons divisé en trois parties» («Сборник из нескольких песен на три голоса») 1557 г., а первые две строки из Madre, non mi far monaca цитируются в письме итальянской девушки из аристократического семейства Лавинии делла Ровере в 1572 г.
Мелодию «Монашки» неоднократно обрабатывали профессиональные композиторы, например, Дж. Фрескобальди написал на неё клавирную партиту (Partite sopra la Monicha, 1616) и мессу (Missa sopra l’Aria della monaca). Пять фантазий на Une jeune fillette написал для инструментального ансамбля Юсташ де Корруа (1610).
От Une jeune fillette в XVII в. ответвилась «духовная» версия с текстом Une jeune pucelle («Юная девица»), парафразирующим евангельский сюжет Благовещения. Эта версия стала популярной основой для клавирных вариаций во Франции конца XVII и XVIII веков, например, в сборниках П. Дандриё «Ноэли» (ок. 1714) и М. Корретта «Nouevau livre de noëls» (1741).
В Англии мелодия была известна под названием «Аллеманда королевы» (The Queen's Alman; так называется клавирная пьеса У. Бёрда в Вирджинальной книге Фицуильяма), а также под другими названиями, часто со словом аллеманда (Almande nonette, Balletto alta morona, Balo todesco, Oulde Almaine и т.д.).
В немецких контрафактурах и интабуляциях «Монашка» известна под заголовками Deutscher Tanz (Немецкий танец), Ich ging einmal spazieren («Однажды я гулял», как в обработке Л. Лехнера, 1582), а также в виде протестантских хоралов Von Gott will ich nicht lassen («Я не расстанусь с Богом»; первая известная публикация — 1572) и  Mit Ernst, o Menschenkinder (1597). Популярную мелодию обрабатывали (в разных формах и техниках) Д. Доуленд, Ю. дю Корруа, И. Г. Шейн, Б. Марини, Б. Стораче, С. Шейдт, Г. Шютц, Д. Букстехуде и др.
В XVIII веке очередную контрафактуру «Монашки», теперь в виде величественного хорала Das ist des Vaters Wille, der uns erschaffen hat («Такова воля Отца, сотворившего нас») включил в кантату (BWV 73) И. С. Бах. Ту же мелодию (с иными подтекстовками) Бах обрабатывал и в других своих сочинениях.
В конце XX века оригинальной мелодии Une jeune fillette вернул былую популярность Ж. Саваль, включив её (в собственной редакции и аранжировке) в саундтрек фильма «Все утра мира».

## Текст
Примечание. Ниже приведены первые строфы итальянской и двух французских (светской и духовной) версий песни
| (оригинал) | (подстрочник) |
| --- | --- |
| Madre non mi far monaca che non mi voglio far; Non mi tagliar la tonaca che non la vuo' portar. Tutt'il dì in coro al vespre'et alla messa, e la madr'abbadessa non fa se non gridar che posse la crepar. | Мама, не отдавай меня в монашки, ведь я этого не хочу! Не шей мне рясу, ведь я не желаю ее носить! Весь день в хорах, на вечерне и на мессе, а матерь-настоятельница только и делает, что ругается... чтоб она сдохла! |
| Une jeune fillette De noble coeur, Plaisante et joliette De grand' valeur, Outre son gré on l'a rendu' nonnette, Cela point ne luy haicte, Dont vit en grand' douleur.                                    | Жила-была юная девушка с благородным сердцем, милая, веселая и весьма достойная. Против воли ее отдали в монашки. Такой поворот совсем ее не обрадовал, и теперь она в великой печали.                                 |
| Une jeune pucelle de noble coeur, Priant en sa chambrette son Créateur. L'ange du ciel descendant sur la terre Lui conta le mystère de notre Salvateur.                                                   | Юная девица с благородным сердцем молилась в своей каморке своему Творцу. Ангел, сошедший с небес на землю, поведал ей тайну нашего Спасителя.                                                                         |